# Finales NBA 1963
Navigation
Finales 1962 Finales 1964
Les finales NBA 1963 sont la dernière série de matchs de la saison 1962-1963 de la NBA et la conclusion des séries éliminatoires (playoffs) de la saison. Les champions de la division Est, les Celtics de Boston rencontrent le champion de la division Ouest les Lakers de Los Angeles. Ce sont les troisièmes finales entre les deux franchises, après celles de 1959 et celles de 1962. 
Comme la saison précédente, les Celtics défont les Lakers, quatre victoires à deux. Les Celtics remportent leur cinquième titre consécutif, et deviennent, avec six titres, l'unique franchise la plus titré, record qu'elle partageait avec les Lakers avant ces finales. Ces deux franchises ont ainsi remporté onze des dix-sept finales NBA disputées.
Avec ce succès les joueurs Bill Russell, Bob Cousy, Tom Heinsohn, Jim Loscutoff et Frank Ramsey ainsi que l'entraineur Red Auerbach deviennent les plus titrés de l'histoire de la NBA avec 6 titres chacun (dont 5 consécutifs).
Lors de ces finales les Celtics jouent avec neuf joueurs (sur une équipe de douze) futurs membres du Hall of Fame : Bob Cousy, Bill Russell, Tom Heinsohn, Sam Jones, Frank Ramsey, K.C. Jones, Tom Sanders, Clyde Lovellette et John Havlicek ainsi que l'entraîneur Red Auerbach. Quant aux Lakers ils en ont deux dans leur équipe : Elgin Baylor et Jerry West.

## Avant les finales

### Celtics de Boston
Lors de la saison régulière les Celtics de Boston ont terminé la saison champion de la division Est avec un bilan de 58 victoires pour 22 défaites (meilleur bilan des 8 équipes de la ligue).
Les Celtics se sont qualifiés en battant en finales de division les Royals de Cincinnati quatre victoires à trois.

### Lakers de Los Angeles
Lors de la saison régulière les Lakers ont terminé la saison champion de la division Ouest avec un bilan de 53 victoires pour 27 défaites.
Les Lakers se sont qualifiés en battant en finales de division les Hawks de Saint-Louis quatre victoires à trois.

### Parcours comparés vers les finales NBA
| Champion de division | Qualifié pour les playoffs | Éliminé des playoffs |

| Franchise             | V  | D  | PCT    | R  | Dom   | Ext   | N    | Div   |
| --------------------- | -- | -- | ------ | -- | ----- | ----- | ---- | ----- |
| Celtics de Boston     | 58 | 22 | 72,5 % | -  | 25-5  | 21-16 | 12-1 | 25-11 |
| Nationals de Syracuse | 48 | 32 | 60,0 % | 10 | 23-5  | 13-19 | 12-8 | 21-15 |
| Royals de Cincinnati  | 42 | 38 | 52,5 % | 16 | 23-10 | 15-19 | 4-9  | 20-16 |
| Knicks de New York    | 21 | 59 | 26,3 % | 37 | 12-22 | 5-28  | 4-9  | 6-30  |

| Franchise                | V  | D  | PCT    | R  | Dom   | Ext   | N     | Div   |
| ------------------------ | -- | -- | ------ | -- | ----- | ----- | ----- | ----- |
| Lakers de Los Angeles    | 53 | 27 | 66,3 % | -  | 27-7  | 20-17 | 6-3   | 33-13 |
| Hawks de Saint-Louis     | 48 | 32 | 60,0 % | 5  | 30-7  | 13-18 | 5-7   | 29-17 |
| Pistons de Détroit       | 34 | 46 | 42,5 % | 19 | 14-16 | 8-19  | 12-11 | 19-27 |
| Warriors de Philadelphie | 31 | 49 | 38,8 % | 22 | 13-30 | 11-25 | 7-4   | 18-28 |
| Zéphyrs de Chicago       | 25 | 55 | 31,3 % | 28 | 17-17 | 3-23  | 5-15  | 13-27 |

### Face à face en saison régulière

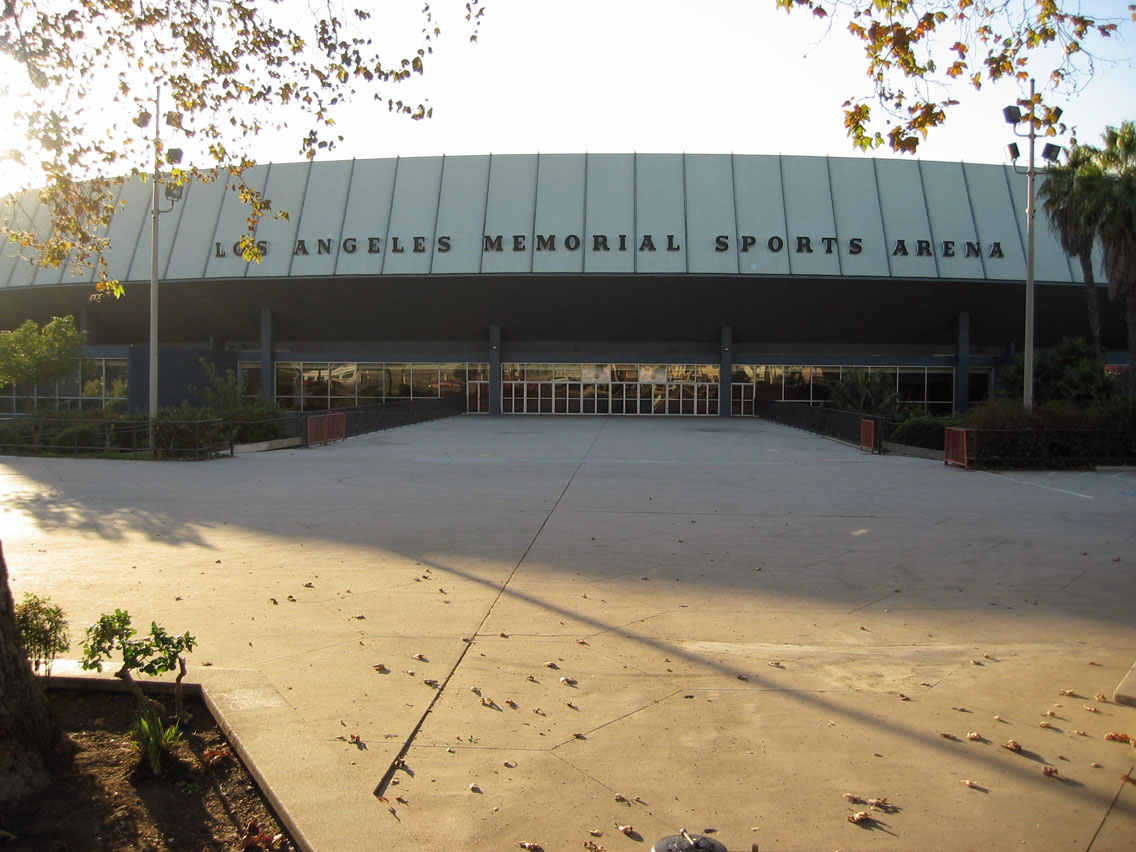
Los Angeles Memorial Sports Arena

Les Celtics et les Lakers se sont rencontrés 9 fois pour un bilan de 5 victoires à 4 en faveur des Lakers.
| Match | Date            | équipe à domicile     | Score   | équipe à l'extérieur  |
| ----- | --------------- | --------------------- | ------- | --------------------- |
| 1     | 9 novembre 1962 | Celtics de Boston     | 120-133 | Lakers de Los Angeles |
| 2     | 7 décembre 1962 | Celtics de Boston     | 126-112 | Lakers de Los Angeles |
| 3     | 4 janvier 1963  | Lakers de Los Angeles | 106-104 | Celtics de Boston     |
| 4     | 5 janvier 1963  | Lakers de Los Angeles | 125-123 | Celtics de Boston     |
| 5     | 20 janvier 1963 | Celtics de Boston     | 133-121 | Lakers de Los Angeles |
| 7     | 13 février 1963 | Celtics de Boston     | 128-134 | Lakers de Los Angeles |
| 8     | 22 février 1963 | Lakers de Los Angeles | 113-105 | Celtics de Boston     |
| 9     | 24 février 1963 | Lakers de Los Angeles | 109-119 | Celtics de Boston     |

Le match 6 a eu lieu sur terrain neutre le 12 février 1963 à Détroit et a vu la victoire des Celtics 120-93.

## Formule

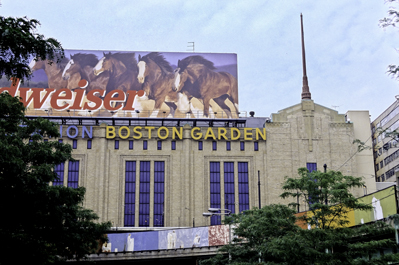
Le Boston Garden

Pour les séries finales la franchise gagnante est la première à remporter quatre victoires, soit un minimum de quatre matchs et un maximum de sept. Les rencontres se déroulent dans l'ordre suivant :
| Match | Recevant       | Match | Recevant       | Match | Recevant        | Match | Recevant        |
| ----- | -------------- | ----- | -------------- | ----- | --------------- | ----- | --------------- |
| 1     | Meilleur bilan | 2     | Meilleur bilan | 3     | Moins bon bilan | 4     | Moins bon bilan |

| Match | Recevant       | Match | Recevant        | Match | Recevant       |
| ----- | -------------- | ----- | --------------- | ----- | -------------- |
| 5     | Meilleur bilan | 6     | Moins bon bilan | 7     | Meilleur bilan |

Les Celtics ont l'avantage du terrain lors de la finale, car ils ont un meilleur bilan en saison régulière (58-22 contre 53-27).

## Les finales

### Résumé
|                       | Match 1 | Match 2 | Match 3 | Match 4 | Match 5 | Match 6 | Score final |
| Celtics de Boston     | 117     | 113     | 99      | 108     | 119     | 112     | 4           |
| Lakers de Los Angeles | 114     | 106     | 119     | 105     | 126     | 109     | 2           |

Les scores en couleur représentent l'équipe à domicile. Le score du match en gras est le vainqueur du match.

### Match 1
| 14 avril 1963 | Rapport | Lakers de Los Angeles 114, Celtics de Boston 117 | Lakers de Los Angeles 114, Celtics de Boston 117 | Lakers de Los Angeles 114, Celtics de Boston 117 |  | Boston Garden, Boston Affluence : 13 909 |
| 14 avril 1963 | Rapport | Elgin Baylor 33                                  | Points                                           | Sam Jones 29                                     |  | Boston Garden, Boston Affluence : 13 909 |
| 14 avril 1963 | Rapport | Boston mène la série 1 à 0                       |                                                  |                                                  |  | Boston Garden, Boston Affluence : 13 909 |

### Match 2
| 16 avril 1963 | Rapport | Lakers de Los Angeles 106, Celtics de Boston 113 | Lakers de Los Angeles 106, Celtics de Boston 113 | Lakers de Los Angeles 106, Celtics de Boston 113 |  | Boston Garden, Boston Affluence : 13 909 |
| 16 avril 1963 | Rapport | Elgin Baylor 30                                  | Points                                           | Sam Jones 27                                     |  | Boston Garden, Boston Affluence : 13 909 |
| 16 avril 1963 | Rapport | Boston mène la série 2 à 0                       |                                                  |                                                  |  | Boston Garden, Boston Affluence : 13 909 |

### Match 3
| 17 avril 1963 | Rapport | Celtics de Boston 99, Lakers de Los Angeles 119 | Celtics de Boston 99, Lakers de Los Angeles 119 | Celtics de Boston 99, Lakers de Los Angeles 119 |  | Los Angeles Memorial Sports Arena, Los Angeles Affluence : 15 493 |
| 17 avril 1963 | Rapport | Sam Jones 30                                    | Points                                          | Jerry West 42                                   |  | Los Angeles Memorial Sports Arena, Los Angeles Affluence : 15 493 |
| 17 avril 1963 | Rapport | Boston mène la série 2 à 1                      |                                                 |                                                 |  | Los Angeles Memorial Sports Arena, Los Angeles Affluence : 15 493 |

### Match 4
| 19 avril 1963 | Rapport | Celtics de Boston 108, Lakers de Los Angeles 105 | Celtics de Boston 108, Lakers de Los Angeles 105 | Celtics de Boston 108, Lakers de Los Angeles 105 |  | Los Angeles Memorial Sports Arena, Los Angeles Affluence : 15 382 |
| 19 avril 1963 | Rapport | Tom Heinsohn 35                                  | Points                                           | Elgin Baylor 31                                  |  | Los Angeles Memorial Sports Arena, Los Angeles Affluence : 15 382 |
| 19 avril 1963 | Rapport | Boston mène la série 3 à 1                       |                                                  |                                                  |  | Los Angeles Memorial Sports Arena, Los Angeles Affluence : 15 382 |

### Match 5
| 21 avril 1963 | Rapport | Lakers de Los Angeles 126, Celtics de Boston 119 | Lakers de Los Angeles 126, Celtics de Boston 119 | Lakers de Los Angeles 126, Celtics de Boston 119 |  | Boston Garden, Boston Affluence : 13 909 |
| 21 avril 1963 | Rapport | Elgin Baylor 43                                  | Points                                           | Sam Jones 36                                     |  | Boston Garden, Boston Affluence : 13 909 |
| 21 avril 1963 | Rapport | Boston mène la série 3 à 2                       |                                                  |                                                  |  | Boston Garden, Boston Affluence : 13 909 |

### Match 6
| 24 avril 1963 | Rapport | Celtics de Boston 112, Lakers de Los Angeles 109 | Celtics de Boston 112, Lakers de Los Angeles 109 | Celtics de Boston 112, Lakers de Los Angeles 109 |  | Los Angeles Memorial Sports Arena, Los Angeles Affluence : 15 521 |
| 24 avril 1963 | Rapport | Tom Heinsohn 22                                  | Points                                           | Jerry West 32                                    |  | Los Angeles Memorial Sports Arena, Los Angeles Affluence : 15 521 |
| 24 avril 1963 | Rapport | Boston gagne la série 4 à 2                      |                                                  |                                                  |  | Los Angeles Memorial Sports Arena, Los Angeles Affluence : 15 521 |

## Équipes
| Effectif des Celtics de Boston - Champions NBA 1962-1963 |
| --- |
| 4 Clyde Lovellette • 6 Bill Russell • 12 Dan Swartz • 14 Bob Cousy • 15 Tom Heinsohn • 16 Satch Sanders • 17 John Havlicek • 18 Jim Loscutoff • 20 Gene Guarilia • 21 Gary Phillips • 23 Frank Ramsey • 24 Sam Jones • 25 K.C. Jones Entraîneur : Red Auerbach |

| Effectif des Lakers de Los Angeles - Champions de la Division Ouest |
| --- |
| 5 Dick Barnett • 11 Frank Selvy • 12 Gene Wiley • 22 Elgin Baylor • 24 Ron Horn • 25 Leroy Ellis • 32 Jim Krebs • 33 Rod Hundley • 35 Rudy LaRusso • 44 Jerry West • 54 Howie Jolliff Entraîneur : Fred Schaus |